# Anglická snídaně

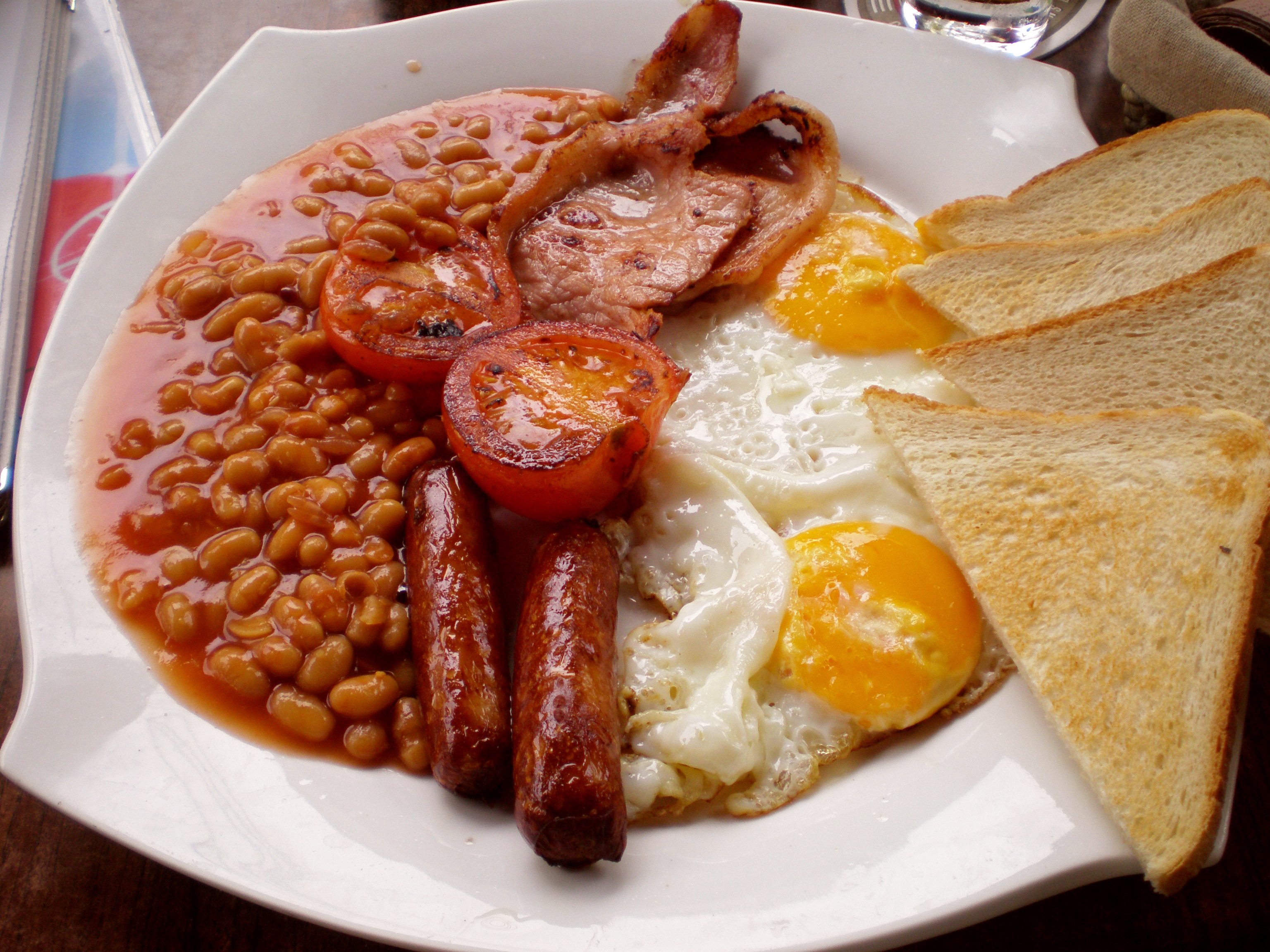
Anglická snídaně

Anglická snídaně, v angličtině full breakfast nebo full English, je teplé ranní jídlo, oblíbené na britských ostrovech a v dalších anglicky mluvících zemích.

## Složení
Snídaňový talíř tvoří opečená slanina a další masové výrobky, jako klobásy, párky nebo jelito, doplněné vejci (zpravidla upravenými jako volské oko), kousky rajčat a žampionů orestovaných na tuku a fazolemi v tomatové omáčce. Přílohou jsou opečené toasty, brambory především ve formě hash browns (druh bramboráku z uvařených, nastrouhaných a osmažených brambor) nebo lívance. Na dochucení jídla bývá k dispozici kečup nebo hnědá omáčka HP sauce z melasy a sladového octa. Existuje řada krajových obměn základního receptu, např. ve Skotsku doplňuje snídani haggis a ovesné suchary, ve Walesu zase laverbread (dušené mořské řasy), někdy se přidává i uzený sleď. Z nápojů se k anglické snídani podává čaj (obvykle s mlékem), káva nebo ovocné džusy. Existuje i vegetariánská varianta, využívající náhražek masa.

## Historie
Tradice vydatných snídaní „na vidličku“ se vyvinula počátkem 19. století u anglické venkovské šlechty a rozšířila se do všech vrstev společnosti, jako zdroj energie na celý den si ji oblíbili zvláště manuálně pracující. Isabella Beetonová tuto snídani doporučuje ve své klasické kuchařské knize z roku 1861, která se stala základem viktoriánského životního stylu. V moderní době je vzhledem k nedostatku času na přípravu její konzumace omezena na víkendy, případně se chodí jíst do restaurací. Typická anglická snídaně má v průměru 1190 kalorií.

## Anglická a kontinentální snídaně
Protipólem anglické snídaně je tzv. kontinentální snídaně, která se podává studená a její hlavní složkou je pečivo, doplněné máslem, sýrem, medem, marmeládou a někdy i menším množstvím uzenin. V hotelech a restauracích zpravidla dostávají hosté na výběr z obou variant.